# Hans Niels Andersen

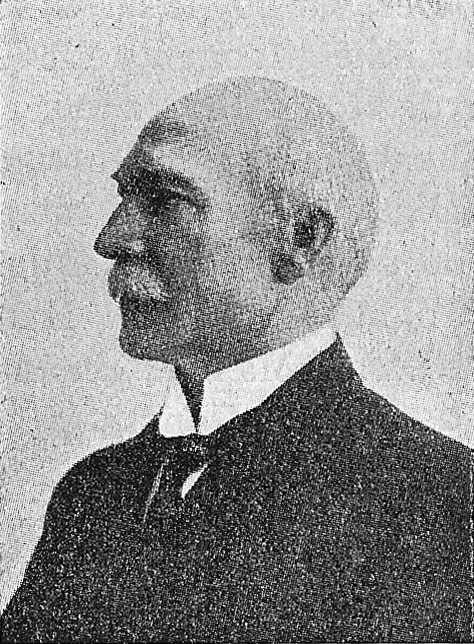
H.N. Andersen

Hans Niels Andersen, född 10 september 1852, död 30 december 1937, var en dansk affärsman.
Andersen tillbringade sin ungdom till sjöss, huvudsakligen i de ostasiatiska farvattnen, bedrev fraktningsaffärer, handlade med teakträ och grundade 1884 i Bangkok firman Andersen & co., som snabbt arbetades upp till en import- och exportaffär i stor skala. Under ett besök i hemlandet lyckades Andersen intressera Isak Glückstadt och Landmandsbanken för danska affärer på Ostasien, och 1897 bildades på grundval av Andersen & co. Det Östasiatiske Kompagni, vilket med Andersen som ledare och tack vare hans eminenta duglighet och initiativrikedom utvecklade sig till ett av Danmarks mest vittspännande och inflytelserika affärsföretag. 1900 erhöll Andersen etatsråds titel. De utländska förbindelser som Andersen knöt, kom under första världskriget Danmark till godo; han satt bland annat som den självskrivet främste i åtskilliga av de delegationer, som hade att förhandla om den danska varuimporten under kriget. För de ovärderliga tjänster han härvid gjorde sitt land belönades han 1919 med rang av excellens.